# Cortes Generales
Die Cortes Generales sind das Parlament in Spanien. Das Verfassungsorgan besteht aus zwei Kammern: dem Congreso de los Diputados (Abgeordnetenhaus) und dem Senado (Senat). Sie üben die gesetzgebende Gewalt im Staat aus, bewilligen den Staatshaushalt, kontrollieren die Tätigkeit der Regierung und führen alle weiteren Aufgaben aus, die ihnen die Verfassung zuweist. Niemand kann gleichzeitig Mitglied in beiden Kammern sein. Es existiert kein imperatives Mandat. Zur Wahl und zur Kandidatur berechtigt sind alle spanischen Bürger ab 18 Jahren, die im Vollbesitz ihrer politischen Rechte sind. Der Name der Cortes Generales leitet sich aus den mittelalterlichen Ständeversammlungen ab.

## Abgeordnetenhaus (Deputiertenkongress)

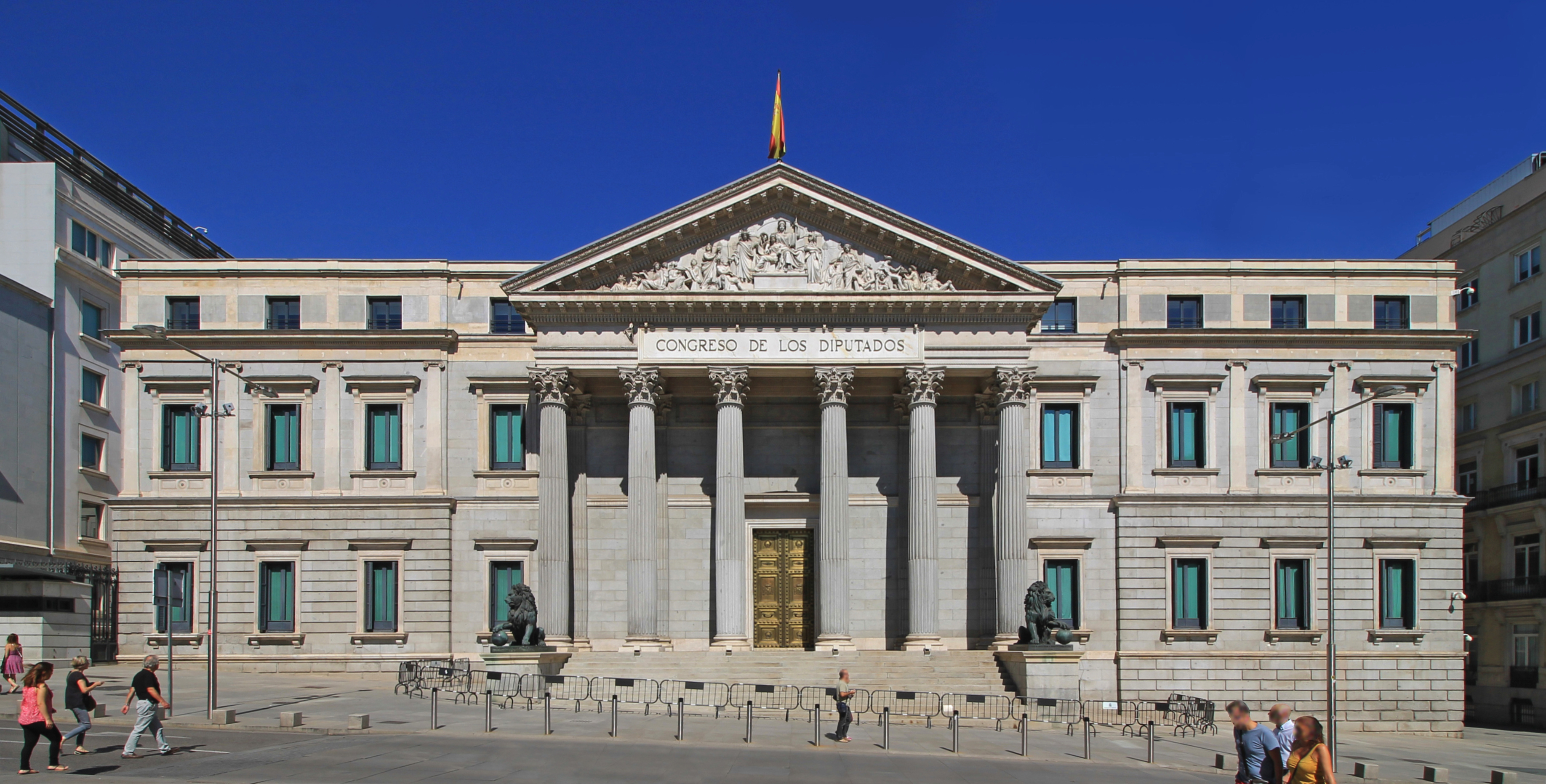
Das Abgeordnetenhaus in Madrid

Nach Artikel 68 der spanischen Verfassung besteht das Abgeordnetenhaus aus 300 bis 400 Abgeordneten, die in allgemeiner, freier, gleicher, unmittelbarer und geheimer Wahl gewählt werden. Die Verfassung enthält folgende weitere Regelungen: Wahlkreise (circunscripciones) sind die 50 Provinzen und die zwei Exklaven Ceuta und Melilla in Nordafrika. Insgesamt bestehen also 52 Wahlkreise (Art. 68.2). Die Wahl erfolgt in den einzelnen Wahlkreisen nach Verhältniswahlrecht (Art. 68.3).
Das Nähere regelt das Wahlgesetz (Ley Organica del Régimen Electoral General, LOREG). Die Vorschriften zum Wahlsystem (also wie die abgegebenen Stimmen in Sitze umgesetzt werden) finden sich dort in Titel II, Kapitel III.
Es werden 350 Abgeordnete gewählt (Art. 162.1 LOREG). Die Verteilung auf die einzelnen Wahlkreise regelt sich wie folgt: Ceuta und Melilla stellen jeweils einen Abgeordneten, außerdem erhält jede Provinz vorab zwei Sitze (Art. 162.2 LOREG). Damit sind also 102 Sitze bereits verteilt. Die restlichen 248 werden auf die Provinzen im Verhältnis der Bevölkerungszahl verteilt und zwar nach dem Hare/Niemeyer-Verfahren (Art. 162.3 LOREG).
Beispiel: Die Provinz Granada hat 884.099 Einwohner, Spanien gesamt 45.200.737 (Stand: 1. Januar 2007): 884.099 / 45.200.737 × 248 = 4,85, also gerundet 5 + 2 Basismandate ergibt 7 Abgeordnete.
Da die Bevölkerungszahlen der Provinzen sehr unterschiedlich sind (kleinste: Soria mit 94.000, größte Madrid mit 6,1 Mio.), ergibt sich durch das System der 2 Basismandate eine gewisse Überrepräsentation kleiner Provinzen, faktisch handelt es sich um eine degressive Proportionalität. So wählt Soria in der Wahl vom 9. März 2008 zwei Abgeordnete, Madrid 35. D. h. Soria stellt einen Abgeordneten je 47.000 Einwohner, bei Madrid ist es einer auf ca. 147.000.
In jedem Wahlkreis werden die Sitze nach dem D’Hondt-Verfahren auf die Parteien verteilt, wobei Wahlvorschläge, die im jeweiligen Wahlkreis weniger als 3 % der Stimmen erhalten haben, nicht berücksichtigt werden (Art. 163 LOREG).
Zum Wahlsystem zum Deutschen Bundestag besteht ein wesentlicher Unterschied: In Deutschland wird im ersten Schritt das nationale Wahlergebnis nach dem Verhältnis der erzielten Stimmen auf die Parteien verteilt. Damit wird (sieht man von der 5 %-Hürde und Überhangmandaten ab) eine verhältnisgetreue Sitzverteilung auf die Parteien erreicht. Im spanischen Wahlsystem dagegen findet die Sitzverteilung ausschließlich auf der Ebene der Wahlkreise statt, die von der Größe her sehr unterschiedlich sind und es insbesondere viele kleine Wahlkreise gibt (Wahl 2008: 2 mit einem, 1 mit zwei, 8 mit drei, 9 mit vier, 7 mit fünf, 8 mit sechs, 4 mit sieben, 5 mit acht, 1 mit neun, 2 mit zehn, 2 mit zwölf, Valencia mit 16, Barcelona mit 31 und Madrid mit 35 Abgeordneten). Die durchschnittliche Wahlkreisgröße beträgt 6,7 Abgeordnete.
Dies hat zwei Effekte, die zu einer Abweichung von einer rein proportionalen Verteilung führen:
1. Bevorzugung großer Parteien gegenüber kleinen
In den kleinen Wahlkreisen besteht faktisch eine viel höhere Prozenthürde als die im Gesetz normierten 3 %. So sind etwa noch bei einem schon relativ großen Wahlkreis mit 10 Abgeordneten rechnerisch etwa 9,1 % der Stimmen nötig, um ein Mandat zu erringen. Kleine Parteien haben praktisch also nur in den größten Provinzen überhaupt eine Aussicht ein Mandat zu erringen. Wohl auch aufgrund dieses Wahlsystems gab es auf nationaler Ebene nur drei relevante Parteien, nämlich die „Großen“ PSOE (sozialdemokratisch) und PP (konservativ) und die kleine IU (linkssozialistisch). So konnte die IU bei den Wahlen vom 14. März 2004 Abgeordnete nur in den drei größten Wahlkreisen Madrid, Barcelona und Valencia stellen. Seit den Wahlen vom 20. Dezember 2015 sind mit Podemos und den Ciudadanos zwei weitere „große“ Parteien im Parlament vertreten, welche das bis dato herrschende „unvollkommene Zweiparteiensystem“ beendet haben.
Dies hatte bei den Wahlen 2004 folgende Auswirkung:
| Partei | %Stimmen | %Sitze |
| ------ | -------- | ------ |
| PSOE   | 42,6     | 46,9   |
| PP     | 37,7     | 42,3   |
| IU     | 5,0      | 1,4    |

Hiermit ist auch ein mehrheitsbildender Effekt verbunden. In den sieben Wahlen seit 1982 hat sich fünf Mal eine absolute Mehrheit für die stärkste Partei im Congreso ergeben (1982, 1986 und 1989: PSOE; 2000 und 2011: PP), ohne dass diese auch in den Wahlen die absolute Mehrheit der abgegebenen Stimmen erhalten hätte.
Dies bestätigt am Beispiel Spaniens die Lehre, dass sich die Verhältniswahl in Wahlkreisen im Ergebnis umso mehr der Mehrheitswahl annähert je kleiner die Wahlkreise (von der Zahl der zu wählenden Abgeordneten her) sind.
2. Bevorzugung regionaler Parteien gegenüber kleinen gesamtspanischen
In Spanien gibt es eine Reihe von Regionalparteien, die nur in ihrer jeweiligen Region antreten, dort aber relativ hohe Stimmenanteile erzielen. Dies führt zum einen zu einer Bevorzugung solcher Parteien gegenüber kleinen gesamtspanischen (z. Z. nur noch die IU, 2008–2015 auch UPYD), zum anderen dazu, dass im Congreso Parteien vertreten sind, die auf nationaler Ebene nur einen verschwindend geringen Anteil der Stimmen erzielt haben.
Am Beispiel des Wahlergebnisses von 2004:
| Partei                                  | Region        | %Stimmen in der Region | %Stimmen Gesamtspanien | Sitze |
| --------------------------------------- | ------------- | ---------------------- | ---------------------- | ----- |
| Convergència i Unió (CiU)               | Katalonien    | 20,8                   | 3,2                    | 10    |
| Esquerra Republicana de Catalunya (ERC) | Katalonien    | 16,0                   | 2,5                    | 8     |
| Partido Nacionalista Vasco (PNV)        | Baskenland    | 33,7                   | 1,6                    | 7     |
| Izquierda Unida (IU)                    | Gesamtspanien |                        | 5,0                    | 5     |
| Coalición Canaria (CC)                  | Kanaren       | 23,5                   | 0,9                    | 3     |
| Bloque Nacionalista Galego (BNG)        | Galicien      | 11,8                   | 0,8                    | 2     |
| Chunta Aragonesista (CHA)               | Aragon        | 12,1                   | 0,4                    | 1     |
| Eusko Alkartasuna (EA)                  | Baskenland    | 6,5                    | 0,3                    | 1     |
| Nafarroa Bai (Na-Bai)                   | Navarra       | 18,0                   | 0,2                    | 1     |

Hierdurch stieg zur Zeit der Dominanz von PP und PSOE die Wahrscheinlichkeit, dass gerade diesen Regionalparteien die Rolle des „Züngleins an der Waage“ zukam, wenn weder der PSOE noch der PP eine absolute Mehrheit der Sitze erreichen konnten. Da der PSOE eher bereit war, Kompetenzen an die Regionen abzugeben, stehen die Regionalparteien insoweit diesem näher. Andererseits handelt es sich insbesondere bei der katalanischen CDC und dem baskischen PNV um bürgerliche Parteien, die „ideologisch“ dem PP näher stehen. Es war also eine Unterstützung beider Lager durch Regionalparteien möglich und beides ist auch schon vorgekommen: So verhalfen Regionalparteien in den sieben Legislaturperioden seit 1982 zweimal dem PSOE (1993, 2004) und einmal dem PP (1996) zur Regierung.

## Senat
Der Senat ist die Kammer der territorialen Repräsentation, in etwa vergleichbar mit dem Bundesrat in Deutschland (nicht direkt gewählt), dem Bundesrat in Österreich (nicht direkt gewählt) und dem Ständerat in der Schweiz (direkt gewählt). Der Senat hat momentan 259 Mitglieder, wovon 208 nach folgendem Modus in allgemeiner, freier, gleicher, unmittelbarer und geheimer Wahl gewählt werden:
- Jede Provinz wählt vier Senatoren (unabhängig von der Bevölkerungszahl).
- Die großen Inseln Gran Canaria, Mallorca und Teneriffa wählen je drei Senatoren.
- Die kleineren Inseln Ibiza-Formentera, Menorca, Fuerteventura, Gomera, Hierro, Lanzarote und La Palma wählen je einen Senator.
- Die afrikanischen Exklaven Ceuta und Melilla wählen je 2 Senatoren.

Zusätzlich benennen die Regionalparlamente der Autonomen Gemeinschaften Spaniens je einen Senator sowie einen weiteren je einer Million Einwohner in der jeweiligen Gemeinschaft. Die Zahl der so bestellten Senatoren wird bei jeder Neuwahl an die Bevölkerungsentwicklung angepasst und ist daher variabel. Insgesamt sind es derzeit (seit 2011) 58 Senatoren, die durch indirekte Wahl in den Senat entsandt werden. Auch der Senat wird auf vier Jahre gewählt.

## Stellung der Kammern im Verfassungssystem
Es handelt sich um ein Zweikammersystem. Der Congreso ist die eigentliche Volksvertretung, der Senado die „Kammer der territorialen Repräsentation“ (Art. 69 der Verfassung). Letzteres erklärt auch, warum im Senado jede Provinz unabhängig von der Bevölkerungszahl vier Senatoren stellt.
In der Zusammenschau ergibt sich ein starkes politisches Übergewicht des Congreso gegenüber der anderen Kammer.

### Regierungsbildung und Verantwortlichkeit der Regierung
Die Wahl des Ministerpräsidenten obliegt allein dem Congreso (Art. 99 der Verfassung). Die Regierung ist für ihre Politik nur dem Congreso gegenüber verantwortlich (Art. 108). Über eine Vertrauensfrage des Ministerpräsidenten oder ein Misstrauensvotum entscheidet ebenfalls allein der Congreso (Art. 112 u. 113).
Nach einer Neuwahl des Congreso schlägt der König nach Konsultation der im Parlament vertretenen Parteien einen Kandidaten für das Amt des Ministerpräsidenten vor. Spricht der Congreso dem Vorgeschlagenen mit absoluter Mehrheit das Vertrauen aus, ist er gewählt. Kommt diese nicht zustande genügt in einer weiteren, 48 Stunden später stattfindenden Abstimmung die einfache Mehrheit. Wird auch diese nicht erreicht, werden weitere Vorschläge nach demselben Verfahren behandelt bis ein Ministerpräsident gewählt ist. Gelingt dies nicht binnen einer Frist von zwei Monaten (von der Abstimmung über den ersten Vorschlag ab gerechnet) werden beide Kammern aufgelöst und es kommt zu Neuwahlen. (Art. 99)
Stellt der Ministerpräsident die Vertrauensfrage entscheidet hierüber der Congreso. Für die Aussprache des Vertrauens reicht die einfache Mehrheit (Art. 112). Wird diese nicht erreicht, so muss der Ministerpräsident (und mit ihm die Regierung) zurücktreten. Sodann wird nach dem Verfahren des Art. 99 (s. o.) ein neuer Ministerpräsident gewählt (Art. 114).
Auf Antrag eines Zehntels der Abgeordneten kann der Congreso der Regierung das Vertrauen entziehen, wofür die absolute Mehrheit notwendig ist (Art. 113). Im Antrag muss ein Kandidat für das Amt des Ministerpräsidenten benannt werden (konstruktives Misstrauensvotum). Zwischen dem Antrag und der Abstimmung müssen fünf Tage liegen. In den ersten beiden Tagen können noch weitere Kandidaten benannt werden. Ist das Misstrauensvotum erfolgreich, tritt der Ministerpräsident zurück und der Kandidat wird vom König zum neuen Regierungschef ernannt (Art. 114).

### Gesetzgebung
Das Initiativrecht steht neben der Regierung beiden Kammern gleichermaßen zu (Art. 87 der Verfassung). Gesetzesvorlagen werden zunächst vom Congreso beschlossen und dann dem Senado zugeleitet. Dieser kann binnen zwei Monaten entweder mit absoluter Mehrheit ein Veto einlegen oder mit einfacher Mehrheit Änderungsvorschläge machen, worauf der Congreso erneut befasst wird. Ein Veto kann dieser mit absoluter Mehrheit überstimmen, nach Ablauf von zwei Monaten nach Einlegung genügt hierfür auch die einfache Mehrheit. Änderungsvorschläge des Senado können mit einfacher Mehrheit angenommen oder abgelehnt werden. Damit ist das Gesetz zustande gekommen, eine erneute Befassung des Senado findet nicht statt. (Art. 90)
Besonderheiten gelten für Verfassungsänderungen (s. u.) und die Organgesetze.

### Verfassungsänderung
Die spanische Verfassung unterscheidet zwischen einer einfachen Verfassungsänderung (Art. 167 der Verfassung) und der „Totalrevision“, worunter auch Änderungen im Grundrechtsteil oder der Bestimmungen über die Krone (Art. 56–65) fallen (Art. 168).
Für die einfache Verfassungsänderung ist eine Mehrheit von 3/5 in beiden Kammern notwendig. Kommen die Kammern nicht überein, versucht ein paritätisch besetzter Vermittlungsausschuss einen Kompromiss zu erarbeiten, der dann wieder beiden Kammern zur Abstimmung vorgelegt wird. Kommt ein solcher Kompromiss nicht zustande oder scheitert er in einer der Kammern, ist eine 2/3-Mehrheit im Congreso ausreichend, soweit der Senado zumindest mit absoluter Mehrheit zugestimmt hat.
Für die „Totalrevision“ ist eine 2/3-Mehrheit in beiden Kammern notwendig. Ist dies der Fall, werden beide Kammern sofort aufgelöst und es finden Neuwahlen statt. Die neugewählten Kammern beraten erneut den Vorschlag und müssen ebenfalls beide mit 2/3-Mehrheit zustimmen. Damit die „Totalrevision“ zustande kommt, bedarf es dann noch der Zustimmung in einer Volksabstimmung.
In letzter Zeit wurde in der öffentlichen Meinung Spaniens stark die Abschaffung des Vorrangs der männlichen Nachkommen vor den weiblichen in der Thronfolge diskutiert, wie er in Art. 57 der Verfassung vorgesehen ist. Allerdings befindet sich diese Vorschrift in den Bestimmungen über die Krone und eine Änderung könnte nur nach den rigiden Vorschriften des Art. 168 erfolgen.

### Vermittlungsverfahren
Ein Vermittlungsverfahren zwischen den beiden Kammern sieht Art. 74 Abs. 2 der Verfassung außer im Falle der Verfassungsänderung (s. o.) nur für folgende Bereiche vor: die Zustimmung der Cortes Generales zu völkerrechtlichen Verträgen (Art. 94), die Genehmigung von Kooperationsvereinbarungen zwischen Autonomen Gemeinschaften (Regionen) nach Art. 145 und die Aufteilung der Mittel des „Ausgleichsfonds für Investitionsausgaben“ auf die Autonomen Gemeinschaften (Art. 158).
Besteht in diesen Bereichen Uneinigkeit zwischen den Kammern, wird ein paritätisch besetzter Vermittlungsausschuss mit der Erarbeitung eines Kompromissvorschlags befasst. Stimmen diesem im Anschluss an das Vermittlungsverfahren nicht beide Kammern zu, entscheidet der Congreso mit absoluter Mehrheit.

### Cortes Generalesals einheitliches Beschlussorgan
Grundsätzlich tagen die beiden Kammern getrennt und treffen eigene Entscheidungen. Die Cortes Generales als einheitliches Beschlussorgan (also in gemeinsamer Sitzung aller Abgeordneten und Senatoren) kennt die Verfassung nach Art. 74 nur für Entscheidungen, die sie nach Art. 56 bis 65 im Hinblick auf die Krone zu treffen haben, wie etwa der Bestimmung eines Thronfolgers im Falle des Aussterbens aller erbberechtigten Linien (Art. 57) oder der Bestimmung der Regentschaft für einen minderjährigen oder amtsunfähigen König, wenn die nach der Verfassung hierzu berufenen Personen nicht vorhanden sind (Art. 59). Dies ist bislang noch nicht vorgekommen.
Weiter treten die Cortes Generales als Ganzes (aber ohne Beschlüsse zu fassen) jeweils zur „feierlichen Eröffnung der Legislaturperiode“ (solemne sesión de apertura de la legislatura) sowie zur Proklamation und Eidesleistung des Königs und des Erbprinzen (Art. 61) zusammen.

### Kontrolle der Exekutive
Beiden Kammern stehen jeweils die klassischen Mittel der parlamentarischen Kontrolle der Exekutive zu: das Recht, die Anwesenheit von Mitgliedern der Regierung in den Kammern und ihren Ausschüssen zu verlangen (Zitierungsrecht) dem spiegelbildlich das Anwesenheits- und Rederecht der Regierungsmitglieder in den Kammern und Ausschüssen entspricht (Art. 110), das Interpellationsrecht (Art. 111) und die Möglichkeit der Einrichtung von Untersuchungsausschüssen (Art. 76), wobei mit Zustimmung beider Kammern auch ein gemeinsamer Untersuchungsausschuss eingerichtet werden kann (was mit dem gemeinsamen Untersuchungsausschuss zum spanischen Speiseölskandal von 1981 bislang einmal geschah).
Darüber hinaus räumt Art. 109 beiden Kammern und ihren Ausschüssen das Recht ein, „von der Regierung, ihren Ressorts sowie allen anderen Behörden des Staats und der Autonomen Gemeinschaften die erforderlichen Informationen und Hilfen zu verlangen“.

### Besonderheiten im Hinblick auf die Autonomen Gemeinschaften
Art. 150 ermöglicht es zum einen dem Staat, Kompetenzen auf die Autonomen Gemeinschaften zu übertragen.
Zum anderen kann der Staat per Gesetz Grundsätze für die Harmonisierung der normativen Bestimmungen der Autonomen Gemeinschaften (auch in Bereichen, die in deren ausschließliche Zuständigkeit fallen) festlegen, soweit das „allgemeine Interesse“ dies erfordert. Diese Notwendigkeit muss von beiden Kammern mit absoluter Mehrheit festgestellt werden.
Wenn eine Autonome Gemeinschaft die ihr nach der Verfassung oder anderen Gesetzen obliegenden Verpflichtungen nicht erfüllt oder sonst in schwerwiegender Weise gegen das „allgemeine Interesse Spaniens“ verstößt, kann die Regierung sie mittels „Staatszwang“ hierzu anhalten. Hierzu bedarf die Regierung der Zustimmung des Senado mit absoluter Mehrheit. (Art. 155)
Dieser Artikel kam bislang nur 2017 in der Katalonien-Krise zur Anwendung.
Auffällig ist, dass dies die einzige Verfassungsvorschrift ist, die dem Senado eine stärkere Stellung einräumt als dem Congreso, der hier sogar gar nicht beteiligt wird. Dies erklärt sich daraus, dass Art. 155 der spanischen Verfassung dem Art. 37 Grundgesetz (Bundeszwang) nachgebildet ist und dieser auch nur die Zustimmung des Bundesrats ohne Beteiligung des Bundestags vorsieht.

### Legislaturperiode/Auflösung der Kammern
Die Legislaturperiode beträgt für beide Kammern vier Jahre (Art. 68 und 69 der Verfassung).
Beide Kammern werden per Gesetz in folgenden drei Fällen aufgelöst: nach einer Neuwahl kommt die Wahl eines Ministerpräsidenten nicht zustande (Art. 99), nachdem auf die Vertrauensfrage des Ministerpräsidenten der Regierung das Vertrauen entzogen wurde, kommt die Wahl eines neuen Ministerpräsidenten nicht zustande (Art. 114), oder bei Annahme eines Vorschlags zur „Totalrevision“ der Verfassung (Art. 168, s. o.).
Nach Anhörung der Regierung kann der Ministerpräsident dem König jederzeit, und ohne dass besondere Voraussetzungen vorliegen müssen, die Auflösung einer oder beider Kammern vorschlagen (Art. 115). Der König muss dem Gesuch nachkommen und die Auflösung verfügen, ein Entscheidungsspielraum steht ihm nicht zu. Die Auflösung nach dieser Vorschrift kann nicht erfolgen, wenn ein Misstrauensantrag läuft. Innerhalb eines Jahres kann keine erneute Auflösung nach Art. 115 erfolgen. Theoretisch ist auf diesem Wege die Auflösung nur einer der beiden Kammern und damit ein Auseinanderfallen ihrer Legislaturperioden möglich, was aber noch nicht vorgekommen ist.
Ein Selbstauflösungsrecht der Kammern besteht nicht.
Anders als etwa im Falle des Deutschen Bundestages, dessen Mandat erst mit dem Zusammentritt eines neuen Bundestages endet (Art. 39 GG), endet das Mandat der Kammern der Cortes Generales unmittelbar mit dem Ende der Legislaturperiode von vier Jahren (gerechnet vom Tag der Wahl an) bzw. mit der Auflösung. In der Zwischenzeit bis zur Konstituierung der neugewählten Kammern fungieren jeweils aus der Mitte der beiden Kammern gebildete Diputaciones Permanentes als „Notparlamente“ (Art. 78).